# Carlos Castrillo
Carlos Mauricio Castrillo Alonzo (sinh ngày 16 tháng 5 năm 1985) là một hậu vệ bóng đá người Guatemala hiện tại thi đấu cho Comunicaciones ở Liga Nacional de Guatemala.

## Sự nghiệp câu lạc bộ
Castrillo khởi đầu sự nghiệp cùng với Deportivo Jalapa năm 2006, và gia nhập Comunicaciones thi đấu mùa giải Apertura 2008-09.

## Sự nghiệp quốc tế
Castrillo ra mắt cho Đội tuyển bóng đá quốc gia Guatemala vào tháng 4 năm 2008 trong trận giao hữu trước Haiti và có 12 lần ra sân tính đến đầu tháng 2 năm 2010, bao gồm 4 trận vòng loại của Giải vô địch bóng đá thế giới 2010.